# NGC 5872
NGC 5872 ist eine 13,8 mag helle Linsenförmige Galaxie vom Hubble-Typ S0 im Sternbild Waage und etwa 333 Millionen  Lichtjahre von der Milchstraße entfernt. 
Sie wurde am 30. Juli 1867 von Joseph Winlock entdeckt.